# Linia 11 metra w Barcelonie
Linia 11 metra w Barcelonie - linia metra w Barcelonie o długości 2,1 km i 5 stacjach. Jest przedłużeniem linii 4. Jest drugą w pełni zautomatyzowaną linią metra po uruchomieniu linii 9.
Stacją początkową jest Trinitat Nova, a końcową Can Cuiàs. Stacja Can Cuiàs znajduje się w miejscowości Montcada i Reixac.